# Municipio de Dolton
El municipio de Dolton (en inglés: Dolton Township) es un municipio ubicado en el condado de Turner en el estado estadounidense de Dakota del Sur. En el año 2010 tenía una población de 129 habitantes y una densidad poblacional de 1,71 personas por km².

## Geografía
El municipio de Dolton se encuentra ubicado en las coordenadas 43°27′47″N 97°20′57″O / 43.46306, -97.34917. Según la Oficina del Censo de los Estados Unidos, el municipio tiene una superficie total de 75.35 km², de la cual 75,32 km² corresponden a tierra firme y (0,03 %) 0,03 km² es agua.

## Demografía
Según el censo de 2010, había 129 personas residiendo en el municipio de Dolton. La densidad de población era de 1,71 hab./km². De los 129 habitantes, el municipio de Dolton estaba compuesto por el 97,67 % blancos y el 2,33 % eran de una mezcla de razas. Del total de la población el 0,78 % eran hispanos o latinos de cualquier raza.